# Windows 10 Mobile
Windows 10 Mobile là một hệ điều hành di động đã ngừng phát triển bởi Microsoft. Nó là phiên bản kế tiếp Windows Phone 8.1 trong dòng sản phẩm Windows Phone, nhưng lại được giới thiệu là một phiên bản của Windows 10, hệ điều hành dành cho máy tính cá nhân của Microsoft, một phần trong kế hoạch thống nhất các nền tảng thành một hệ điều hành duy nhất cầm tay của Microsoft.
Windows 10 Mobile nhắm tới việc cung cấp sức mạnh tổng hợp lớn hơn với phiên bản cho máy tính cá nhân, bao gồm việc đồng bộ nội dung rộng hơn, nền tảng ứng dụng chung sẽ cho phép một ứng dụng chạy trên nhiều thiết bị Windows 10 như PC, thiết bị di động và Xbox, khả năng chuyển đổi ứng dụng từ Android và iOS dễ dàng hơn cho các nhà phát triển chỉ với vài thay đổi nhỏ (đã bị hủy bỏ), cũng như khả năng kết nối thiết bị với một cổng hiển thị mở rộng và sử dụng giao diện giống như trên PC với hỗ trợ chuột và bàn phím cho các phần cứng hỗ trợ. Các điện thoại thông minh Windows Phone 8.1 sẽ có khả năng nâng cấp lên Windows 10 Mobile, tùy thuộc vào nhà sản xuất và nhà mạng. Một số tính năng cần có phần cứng hỗ trợ.
Windows 10 Mobile được thiết kế để sử dụng trên điện thoại thông minh và điện thoại lai máy tính bảng, chạy trên cấu trúc vi xử lý ARM và IA-32. Windows 10 Mobile bắt đầu phát hành bản beta công khai đầu tiên cho một số điện thoại thông minh Lumia vào 12 tháng 2 năm 2015. Chiếc điện thoại thông minh Lumia đầu tiên đi kèm Windows 10 Mobile được ra mắt vào 20 tháng 11 năm 2015, trong khi các thiết bị Windows Phone đủ điều kiện bắt đầu nhận bản cập nhật Windows 10 Mobile vào 17 tháng 3 năm 2016, tùy theo hỗ trợ của nhà sản xuất và nhà mạng.

## Phát triển
Microsoft đã bắt đầu quá trình thống nhất nền tảng Windows khắp các thiết bị từ năm 2012; Windows Phone 8 không còn sử dụng cấu trúc nền Windows CE của phiên bản trước, Windows Phone 7 nữa, để sử dụng nhân NT có nhiều điểm giống về cấu trúc với phiên bản PC của Windows 8 bao gồm tập tin hệ thống (NTFS), mạng chồng xếp, các yếu tố bảo mật, engine đồ họa (DirectX), khung điều khiển thiết bị và lớp phần cứng. Tại hội nghị Build 2014, Microsoft cũng giới thiệu khái niệm về ứng dụng Windows "universal". Với việc bổ sung hỗ trợ Windows Runtime tới những nền tảng này, các ứng dụng được tạo ra cho Windows 8.1 có thể được chuyển đổi sang Windows Phone 8.1 và Xbox One trong khi vẫn có cùng mã nguồn chung với phiên bản PC. Dữ liệu người dung và giấy phép của một ứng dụng có thể được chia sẻ giữa nhiều nền tảng.
Vào tháng 7 năm 2014, CEO mới lúc đó của Microsoft Satya Nadella giải thích rằng họ đang có kế hoạch "định hình phiên bản tiếp theo của Windows từ ba hệ điều hành thành một hệ điều hành duy nhất cho tất cả các kích cỡ màn hình," thống nhất Windows, Windows Phone, và Windows Embedded quanh một cấu trúc chung và một hệ sinh thái ứng dụng được thống nhất. Tuy nhiên, Nadella nói rằng những thay đổi này không ảnh hưởng đến cách các hệ điều hành được bán ra.
Ngày 30 tháng 9 năm 2014, Microsoft tiết lộ về Windows 10; Terry Myerson giải thích rằng Windows 10 sẽ là "nền tảng toàn diện nhất" của Microsoft, thúc đẩy kế hoạch cung cấp một nền tảng "thống nhất" cho máy tính để bàn, máy tính xách tay, máy tính bảng, điện thoại thông minh, và các thiết bị tất cả trong một. Windows 10 trên điện thoại được giới thiệu công khai trong sự kiện báo chí Windows 10: The Next Chapter (Windows 10: Chương Tiếp Theo) vào 21 tháng 1 năm 2015; không giống các phiên bản Windows Phone trước, Windows 10 cũng mở rộng mục tiêu của hệ điều hành tới những máy tính bảng nhỏ và dựa trên cấu trúc ARM. Những nỗ lực trước đó của Microsoft trên một hệ điều hành cho máy tính bảng ARM, Windows RT (vốn dựa trên phiên bản PC của Windows 8) đã không thành công về mặt thương mại.
Trong bài phát biểu tại hội nghị Build 2015, Microsoft giới thiệu bộ công cụ middleware "Islandwood", sau đó được gọi là Windows Bridge cho iOS, cung cấp một chuỗi công cụ hỗ trợ các nhà phát triển chuyển đổi các phần mềm objective-C (thường là các dự án của iOS) để xây dựng thành các ứng dụng Universal Windows. Một phiên bản sớm của Windows Bridge cho iOS được ra mắt dưới dạng phần mềm mã nguồn mở dưới Giấy phép MIT vào 6 tháng 8 năm 2015. Visual Studio 2015 cũng có thể chuyển đổi các dự án Xcode thành các dự án Visual Studio. Microsoft cũng thông báo kế hoạch ra mắt bộ công cụ có tên mã "Centennial", cho phép các phần mềm Windows desktop sử dụng API Win32 được chuyển đổi sang Windows 10 Mobile.
Tại hội nghị Build, Microsoft cũng giới thiệu một môi trường thời gian chạy Android cho Windows 10 Mobile có tên là "Astoria", cho phép các ứng dụng Android chạy trong một môi trường ảo nhưng không cần thay đổi nhiều, và có quyền truy cập vào các nền tảng API của Microsoft như Bing Maps và Xbox Live như thay thế cho API tương đương Google Mobile Services. Google Mobile Services và một số API cốt lõi sẽ không có sẵn, và các ứng dụng với "sự tích hợp sâu vào các tác vụ ngầm" được nói rằng sẽ không hỗ trợ tốt môi trường này. Vào ngày 25 tháng 2 năm 2016, sau khi trì hoãn dự án này từ tháng 11 năm 2015, Microsoft thông báo rằng "Astoria" sẽ bị hủy bỏ. Họ nói rằng đó chỉ là phần dự phòng của bộ công cụ iOS (vốn hỗ trợ biên dịch ứng dụng mà không sử dụng máy ảo) vì sự nổi bật của nền tảng trong việc phát triển đa nền tảng di động, và Microsoft thay vào đó khuyến khích sử dụng các sản phẩm từ Xamarin (mà Microsoft đã mua lại trước đó) cho việc phát triển ứng dụng đa nền tảng sử dụng ngôn ngữ lập trình C#.

### Project Astoria
Tại Build, Microsoft cũng đã công bố về một môi trường thời gian chạy Android cho Windows 10 Mobile với tên "Astoria", cho phép các ứng dụng Android chạy trong một môi trường giả lập với ít thay đổi, và có quyền truy cập vào các API nền tảng của Microsoft như Bing Maps và Xbox Live sẽ thay thế cho Google Mobile Services. Google Mobile Services và một số API lõi sẽ không có sẵn, và các ứng dụng có "sự tích hợp sâu vào các tác vụ ngầm" được thông báo sẽ khó có thể hỗ trợ môi trường này.
Vào ngày 25 tháng 2 năm 2016, sau khi đã trì hoãn nó từ tháng 11 năm 2015, Microsoft thông báo "Astoria" sẽ bị ngừng phát triển. Microsoft cho rằng một máy ảo Android là vô cùng rườm rà và thừa thãi đối với chuỗi công cụ Objective-C, vì iOS đã là một mục tiêu chính trong quá trình phát triển di động đa nền tảng. Công ty cũng khuyến khích sử dụng các sản phẩm từ Xamarin (mà họ vừa mua lại hôm trước đó) cho việc phát triển ứng dụng đa nền tảng sử dụng ngôn ngữ lập trình C#. Windows Subsystem for Linux đã được phát triển từ Project Astoria.

### Đặt tên
Để phù hợp theo chiến lược thương hiệu của Microsoft, hệ điều hành này sẽ có nhãn hiệu như một phiên bản của Windows 10, hơn là "Windows Phone 10". Microsoft đã bắt đầu đưa ra các tham chiếu cụ thể về nhãn hiệu Windows Phone trong quảng cáo vào giữa năm 2014, nhưng các nhà phê bình vẫn cho rằng hệ điều hành này sẽ là phiên bản tiếp theo của dòng Windows Phone do các chức năng của nó nhìn chung đều tương tự so với các phiên bản trước. Microsoft gọi HĐH là "Windows 10 dành cho điện thoại và máy tính bảng nhỏ" trong buổi ra mắt, các ảnh chụp màn hình từ một bản dựng Xem trước Kỹ thuật cho thấy cái tên "Windows 10 Mobile" và phiên bản xem trước kỹ thuật được gọi chính thức là "Bản Xem trước Kỹ thuật Windows 10 cho điện thoại". Dù vậy, user agent của Microsoft Edge trên Windows 10 Mobile vẫn còn tên "Windows Phone 10".
Vào ngày 13 tháng 5 năm 2015, Microsoft chính thức xác nhận nền tảng này sẽ có tên là Windows 10 Mobile.

## Tính năng
Windows 10 Mobile tập trung lớn vào việc kết hợp hài hòa trải nghiệm người dung và tính năng giữa các thiết bị khác nhau—đặc biệt là các thiết bị sử dụng phiên bản PC của Windows 10. Dưới khái niệm Universal Windows Platform, các ứng dụng Windows Runtime cho Windows 10 trên PC có thể được chuyển đổi sang các nền tảng khác trong họ Windows 10 với mã nguồn gần như giống nhau, nhưng có thể tương thích với nhiều loại thiết bị cụ thể. Windows 10 Mobile cũng có chung các yếu tố giao diện người dung giống như phiên bản PC, ví dụ như Action Center được cập nhật và menu cài đặt. Trong buổi giới thiệu đầu tiên, Microsoft đã trình diễn một số ứng dụng Windows ví dụ có tính năng và giao diện tương tự giữa máy tính và điện thoại chạy Windows 10, bao gồm các ứng dụng Ảnh và Bản đồ đã được cập nhật, và bộ ứng dụng Microsoft Office mới. Mặc dù được giới thiệu như một nền tảng thống nhất, và giống như Windows Phone 8, cũng sử dụng nhân dựa trên Windows NT, Windows 10 Mobile vẫn không thể chạy các ứng dụng desktop Win32, nhưng lại tương thích với phần mềm được thiết kế cho Windows Phone 8.
Các thông báo có thể được đồng bộ giữa các thiết bị; loại bỏ một thông báo trên một laptop chẳng hạn cũng sẽ loại bỏ thông báo đó trên điện thoại. Một số loại thông báo cho phép trả lời trực tiếp. Màn hình bắt đầu có tùy chọn hiển thị hình nền như một nền màn hình phía sau các ô trong suốt, không chỉ bên trong các ô. Ứng dụng nhắn tin đã hỗ trợ nhắn tin Skype trực tuyến song song với SMS, tương tự như iMessage, và có thể đồng bộ hóa các cuộc trò chuyện với các thiết bị khác. Ứng dụng chụp ảnh được cập nhật với các tính năng tương tự như ứng dụng "Lumia Camera" trước đó dành riêng cho các điện thoại Lumia, và ứng dụng Ảnh mới hiển thị nội dung từ bộ nhớ điện thoại và OneDrive, và có thể tự động cải thiện hình ảnh. Bàn phím trên màn hình có thêm một công cụ giúp di chuyển con trỏ, cùng với một nút nhập bằng giọng nói, và có thể di chuyển sang bên phải hoặc bên trái màn hình để cải thiện khả năng sử dụng một tay trên các thiết bị màn hình lớn.
Windows 10 Mobile hỗ trợ "Continuum", một tính năng cho phép các thiết bị được hỗ trợ kết nối với một màn hình ngoài, và biến giao diện người dung và các ứng dụng thành một giao diện "giống PC" hỗ trợ chuột và bàn phím qua USB hoặc Bluetooth. Các thiết bị có thể kết nối với màn hình ngoài không dây trực tiếp thông qua Miracast, qua USB Type-C, hoặc qua một "dock kết nối" với các cổng ra USB, HDMI và DisplayPort.
Một phiên bản mới của bộ ứng dụng Office Mobile, Office for Windows 10, cũng được thêm vào. Dựa trên phiên bản Android và iOS của Office Mobile, Microsoft cũng giới thiệu một giao diện người dung mới với một biến thể của thanh công cụ ribbon trên phiên bản desktop, và một phiên bản di động mới của Outlook. Outlook sử dụng cùng engine vẽ với phiên bản Windows desktop của Microsoft Word. Microsoft Edge thay thế Internet Explorer Mobile làm trình duyệt web mặc định.

## Phát hành
Ba thiết bị Windows 10 Mobile đầu tiên của Microsoft—chiếc Lumia 950, Lumia 950 XL, và Lumia 550—được ra mắt vào tháng 11 năm 2015. Các bản cập nhật hàng tháng tới phần mềm hệ điều hành sẽ được phát hành để sửa các lỗi và vấn đề bảo mật. Những bản cập nhật này sẽ được phát hành cho tất cả các thiết bị Windows 10 Mobile, và không cần sự can thiệp của nhà mạng để ủy quyền việc phát hành. Trong khi đó, các bản nâng cấp firmware vẫn sẽ cần sự ủy quyền của nhà mạng.
Chương trình Windows Insider, vốn để phát hành các bản beta công khai cho phiên bản PC của Windows 10, giờ cũng được dùng để phát hành các bản beta công khai của Windows 10 Mobile cho một số thiết bị. Một bản dựng được phát hành ngày 10 tháng 4 năm 2015 đã hỗ trợ hầu hết các sản phẩm Lumia thế hệ thứ hai và thứ ba, nhưng ba chiếc điện thoại Lumia 930, Lumia Icon, và Lumia 640 XL không nhận được bản cập nhật do lỗi, và việc phát hành tổng thể đã bị chậm trễ do vấn đề về sao lưu và khôi phục trên một số mẫu. Một bản cập nhật cho phần mềm Windows Phone Recovery Tool đã giải quyết vấn đề trên, và việc phát hành bản cập nhật Windows 10 được khôi phục cho chiếc 520 với bản 10052, và chiếc 640 với bản 10080.
Bản dựng số hiệu 10136 được ra mắt ngày 16 tháng 6 năm 2015, có một lỗi yêu cầu các thiết bị đang cài bản 10080 quay trở lại Windows Phone 8.1 bằng Recovery Tool thì quá trình cập nhật lên bản 10136 mới được thực hiện. Lỗi này đã được sửa một tuần sau đó với việc phát hành bản 10149. Các bản dựng Windows 10 Mobile Redstone cho tới bản 14322 không được phát hành cho chiếc Lumia 635 (1 GB RAM) do lỗi.

### Bản cập nhật
Một số điện thoại Windows Phone 8.1 đã có thể được nâng cấp lên Windows 10, tùy theo tính tương thích phần cứng, hỗ trợ từ nhà sản xuất và nhà mạng. Không phải tất cả điện thoại sẽ nhận bản cập nhật hay hỗ trợ tất cả tính năng. Microsoft ban đầu thông báo các bản nâng cấp ổn định cho các thiết bị Windows Phone 8.1 sẽ được phát hành vào tháng 12 năm 2015; tuy nhiên, việc phát hành đã bị chậm trễ cho mãi tới ngày 17 tháng 3 năm 2016. Trong các thiết bị của bên thứ nhất, chỉ có Microsoft Lumia 430, Microsoft Lumia 435, Microsoft Lumia 532, Microsoft Lumia 535, Microsoft Lumia 540, Nokia Lumia 635 (1Gb bộ nhớ RAM),Microsoft Lumia 640, Microsoft Lumia 640 XL, Nokia Lumia 730,  Nokia Lumia 735, Nokia Lumia 830, Nokia Lumia 930 và Nokia Lumia 1520  được nhận bản cập nhật. Các thiết bị bên thứ ba duy nhất được hỗ trợ là BLU Win HD w510u và Win HD LTE x150q, và the MCJ Madosma Q501. Windows 10 Mobile không được hỗ trợ trên bất kỳ thiết bị HTC nào (HTC Windows Phone 8X, HTC One (M8) for Windows). Trong khi Microsoft đã thông báo chiếc Nokia Lumia Icon có thể được nâng cấp sau đó, họ thông báo rằng sẽ không có đợt nâng cấp nào nữa cho các thiết bị còn lại. Microsoft cũng bác bỏ thông tin chiếc BLU Win JR LTE tương thích với Windows 10.
Microsoft ban đầu thông báo tất cả các điện thoại thông minh Lumia chạy Windows Phone 8 và 8.1 sẽ nhận bản cập nhật lên Windows 10 Mobile, nhưng Microsoft sau đó thông báo lại chỉ các thiết bị có bản firmware "Lumia Denim" và có ít nhất 8 GB bộ nhớ trong sẽ nhận bản cập nhật. Vào tháng 2 năm 2015, Joe Belfiore nói rằng Microsoft đang làm việc để hỗ trợ cho các thiết bị 512 MB RAM, (như chiếc Nokia Lumia 520 đang rất phổ biến lúc đó), nhưng những kế hoạch đó đã bị ngừng kể từ đó.  Trong khi phát hành bản nâng cấp chính thức, một số mẫu Lumia, cụ thể là chiếc Lumia 1020 và 1320, không được cập nhật dù có đủ các tiêu chí đã được thông báo trước đó. Microsoft nói nguyên nhân là do những phản hồi không tốt của người dùng về hiệu năng của các bản xem trước trên những mẫu điện thoại này.

## Sự ra đời của Windows 10 Mobile ảo hóa và công cụ ảo hoá Hyper-V
Kể từ khi ra mắt Windows 10 Mobile, Microsoft đã phát hành một công cụ ảo hóa để chạy một máy ảo Windows 10 Mobile (Windows 10 Mobile emulator) trên máy tính. Và điều tất nhiên phải có là công cụ này cần máy tính Windows 10 và một công cụ ảo hóa do chính Microsoft phát hành để cạnh tranh với VMWare và VirtualBox là Hyper-V (hypervisor), chức năng này được tích hợp sẵn vào những máy tính có hỗ trợ ảo hóa. Và khi chạy công cụ đó, Windows 10 Mobile sẽ chạy trên máy tính đó dưới dạng một điện thoại ảo Windows 10 Mobile build 10240. Muốn chạy được, bạn cần vào Windows Features và bật Hyper-V.
Tác dung của máy ảo: Giúp các lập trình viên chạy thử ứng dung hoặc sửa đổi phần mềm,... mà không cần một chiếc điện thoại vật lý.
Ngày nay cũng đã có người tự lập trình Windows 10 Mobile cho riêng mình bằng các ngôn ngữ khác nhau như C#, C++,... bằng một công cụ do Microsoft phát hành là Microsoft Visual Studio.

## Các thiết bị
Giống như Windows Phone, Windows 10 Mobile hỗ trợ các SoC ARM từ dòng Snapdragon của Qualcomm, thêm hỗ trợ cho các SoC 200, 208, 210, 615, 808, và 810. Hệ điều hành này cũng sẽ hỗ trợ các SoC IA-32 từ Intel và AMD, bao gồm Atom x3 và Cherry Trail Atom x5 và x7 của Intel, và Carrizo của AMD. Mặc dù một số vi mạch được hỗ trợ là 64-bit, Windows 10 Mobile chỉ hỗ trợ các quá trình 32-bit.
Yêu cầu kỹ thuật của các thiết bị Windows 10 Mobile tương tự như Windows Phone 8, với độ phân giải màn hình tối thiểu 800×480 (854×480 nếu dùng phím điều hướng ảo) và 512 MB RAM. Nhờ những cải tiến về phần cứng và việc Windows 10 Mobile có hỗ trợ máy tính bảng, độ phân giải màn hình có thể lên tới QSXGA (2560×2048) và lớn hơn, trái ngược với giới hạn 1080p trên Windows Phone 8. Dung lượng bộ nhớ RAM yêu cầu tùy thuộc vào độ phân giải màn hình; màn hình có độ phân giải lớn hơn 960×540 cần 1 GB RAM, lớn hơn 1440×900 cần 2 GB, lớn hơn 2048×1152 cần 3 GB, và lớn hơn 2560×2048 cần 4 GB.
Microsoft ra mắt các điện thoại thông minh Microsoft Lumia cao cấp trong một sự kiện vào 6 tháng 10 năm 2015, bao gồm chiếc Lumia 950, Microsoft Lumia 950 XL, và chiếc Lumia 550 giá rẻ.

## Lịch sử phiên bản
| Phiên bản                            | Tên mã      | Tên thương mại       | Build | Ngày phát hành            | Thời gian hỗ trợ (màu sắc thể hiện tình trạng hỗ trợ) | Thời gian hỗ trợ (màu sắc thể hiện tình trạng hỗ trợ) |
| Phiên bản                            | Tên mã      | Tên thương mại       | Build | Ngày phát hành            | Kênh có sẵn chung                                     | Enterprise                                            |
| ------------------------------------ | ----------- | -------------------- | ----- | ------------------------- | ----------------------------------------------------- | ----------------------------------------------------- |
| 1511                                 | Threshold 2 | November Update      | 10586 | Ngày 12 tháng 11 năm 2015 | Ngày 9 tháng 1 năm 2018                               | Ngày 9 tháng 1 năm 2018                               |
| 1607                                 | Redstone    | Anniversary Update   | 14393 | Ngày 16 tháng 8 năm 2016  | Ngày 9 tháng 10 năm 2018                              | Ngày 9 tháng 10 năm 2018                              |
| 1703                                 | Redstone 2  | Creators Update      | 15063 | Ngày 25 tháng 4 năm 2017  | Ngày 11 tháng 6 năm 2019                              | Ngày 11 tháng 6 năm 2019                              |
| 1709                                 | Redstone 3  | Fall Creators Update | 16299 | Ngày 24 tháng 10 năm 2017 | Ngày 10 tháng 12 năm 2019                             | Ngày 14 tháng 1 năm 2020                              |
| Phiên bản cũ, không còn được duy trì |             |                      |       |                           |                                                       |                                                       |

## Ngừng phát triển
Vào ngày 8 tháng 10 năm 2017, giám đốc điều hành Microsoft Joe Belfiore đã tiết lộ rằng công ty sẽ không còn tích cực phát triển các tính năng hoặc phần cứng mới cho điện thoại Windows nữa, với lý do thị phần thấp và thiếu các phần mềm của bên thứ ba cho nền tảng này. Microsoft đã từ bỏ phần lớn mảng hoạt động kinh doanh di động của mình, sa thải phần một lượng lớn nhân viên của Microsoft Mobile vào năm 2016, và đã bán một số tài sản sở hữu trí tuệ và tài sản sản xuất (đặc biệt là mảng kinh doanh điện thoại phổ thông Nokia) cho HMD Global và Foxconn (sau đó đã bắt đầu sản xuất điện thoại thông minh sử dụng hệ điều hành Android dưới thương hiệu Nokia). Đồng thời hãng đã tập trung nỗ lực vào việc cung cấp các phần mềm ứng dụng, dịch vụ cho các nền tảng Android và iOS, từ đó đã phát hành điện thoại thông minh Android màn hình kép dưới thương hiệu Surface Duo. Việc phát triển Windows 10 Mobile sẽ bị giới hạn ở các bản sửa lỗi và bảo trì. Đến tháng 12 năm 2018, Statcounter đã báo cáo thị phần của Windows 10 Mobile là 0,33%.
Vào tháng 1 năm 2019, Microsoft đã thông báo rằng Windows 10 Mobile sẽ hết vòng đời hỗ trợ vào ngày 10 tháng 12 năm 2019, sau đó sẽ không có các bản cập nhật bảo mật nào được phát hành nữa và các dịch vụ trực tuyến gắn liền với hệ điều hành (chẳng hạn như sao lưu thiết bị) đã bắt đầu bị loại bỏ dần. Tuy nhiên, Microsoft đã lặng lẽ chuyển ngày kết thúc hỗ trợ sang ngày 14 tháng 1 năm 2020 (phù hợp với ngày kết thúc hỗ trợ cho Windows 7, Windows Server 2008 / Windows Server 2008 R2 và Internet Explorer 10) cùng với một bản cập nhật bảo mật bổ sung được phát hành.